# Thomas Urquhart (Autor)

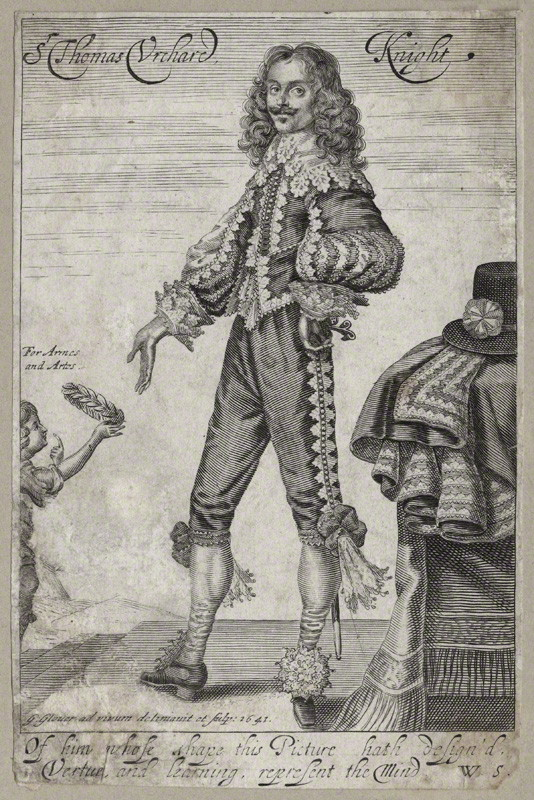
Sir Thomas Urquhart

Sir Thomas Urquhart (* 1611; † 1660) war ein schottischer Dichter und Übersetzer. Er übersetzte Rabelais ins Englische. Urquhart starb angeblich im Zuge eines Lachanfalls, den er erlitten haben soll, als man ihm von der Machtübernahme Karl II. berichtet hatte.

## Leben
1611 in Cromarty geboren, besuchte Urquhart das Kings College in Aberdeen ab dem Alter von elf Jahren. Später reiste er nach Frankreich, Spanien und Italien, bevor im Jahr 1636 nach Schottland zurückkehrte. Als überzeugter Royalist trat er in die Armee von Charles I. ein und kämpfte 1639 in Turriff gegen die presbyterianischen Covenanters. Da seine Streitmacht jedoch unterlag, war Urquhart gezwungen nach London zu fliehen, wo er 1641 zum Ritter geschlagen wurde.
Im Jahre 1649 widersetzte der Royalist sich dann Oliver Cromwell: Urquhart wurde daher nach der Schlacht von Worcester im Jahr 1651 verhaftet, und sein Familienvermögen in Cromarty wurden beschlagnahmt.

## Werk
Viele seiner Werke sind exzentrisch, verfasst in scheinbar unverständlicher und lächerlich erscheinender Sprache. Trissotetras aus dem Jahr 1645 war eine mathematische Arbeit, wobei er Bezug auf das Werk von John Napier und dessen Theorie der Logarithmen nahm. In seinem Werk Pantochronochanon von 1652 versuchte er seine Abstammung zu Adam zurückzuverfolgen. In seinem Werk Logopandecteision aus dem Jahr 1653 schlug Urquhart eine Universalsprache vor, führte jedoch den Wortschatz nicht genauer aus. Sein Roman mit dem Titel Ekskybalauron den er im Jahre 1652 veröffentlichte gilt als einer der ältesten schottischen Romane; sein Protagonist ist Crichton, der auf dem realen James Crichton (1560–1582) beruht.
Urquhart ist darüber hinaus bekannt für seine Übersetzung des Werkes Gargantua und Pantagruel von François Rabelais.

## Werke
- 1641: Epigrams, Divine and Moral
- 1645: Trissotetras
- 1652: Pantochronachanon
- 1652: The Jewel (Ekskybalauron) ISBN 0707303273
- 1653: Logopandecteision
- 1653: The Works of Rabelais [Übersetzung]